# Stary Browar

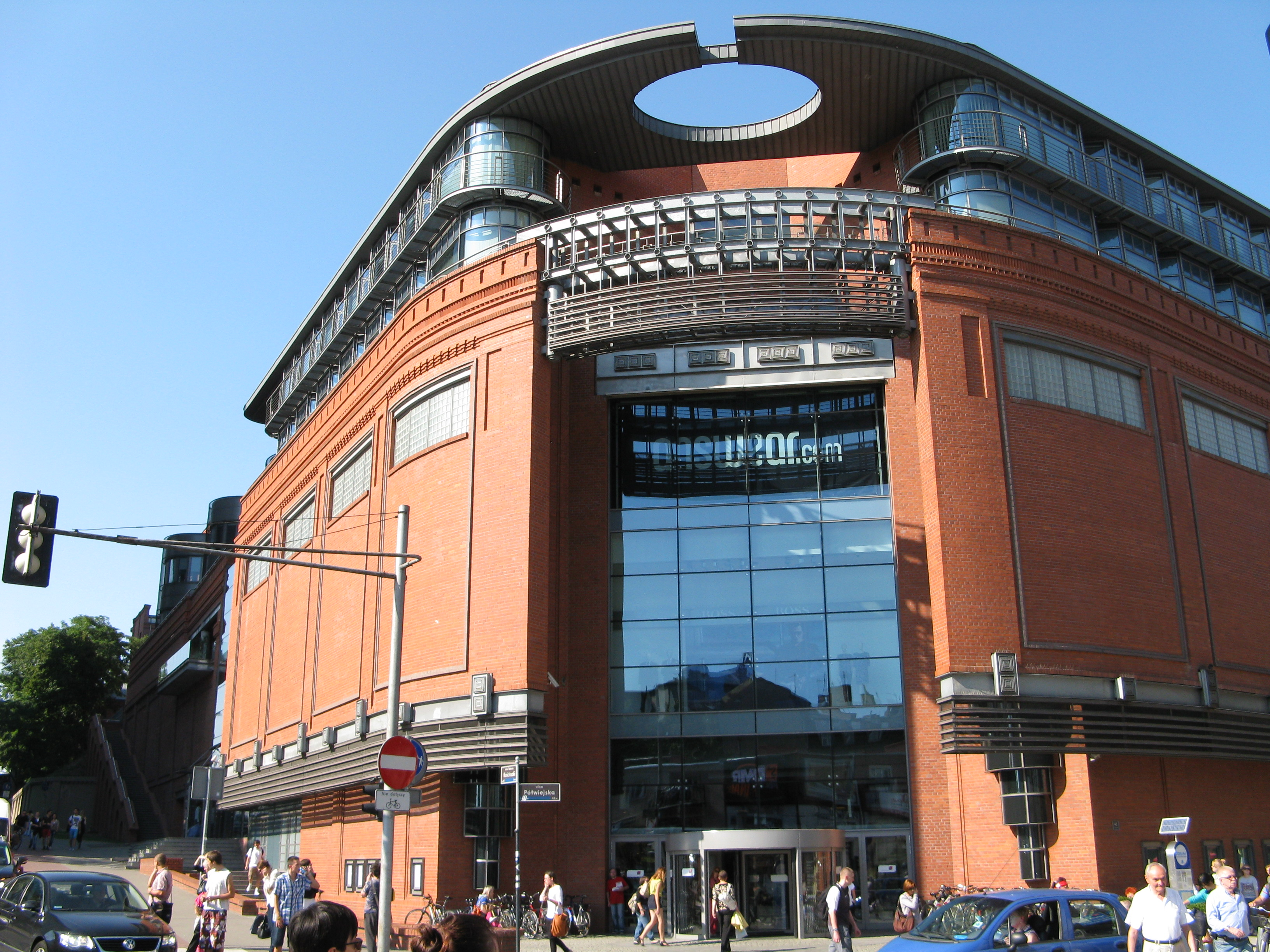
Stary Browar

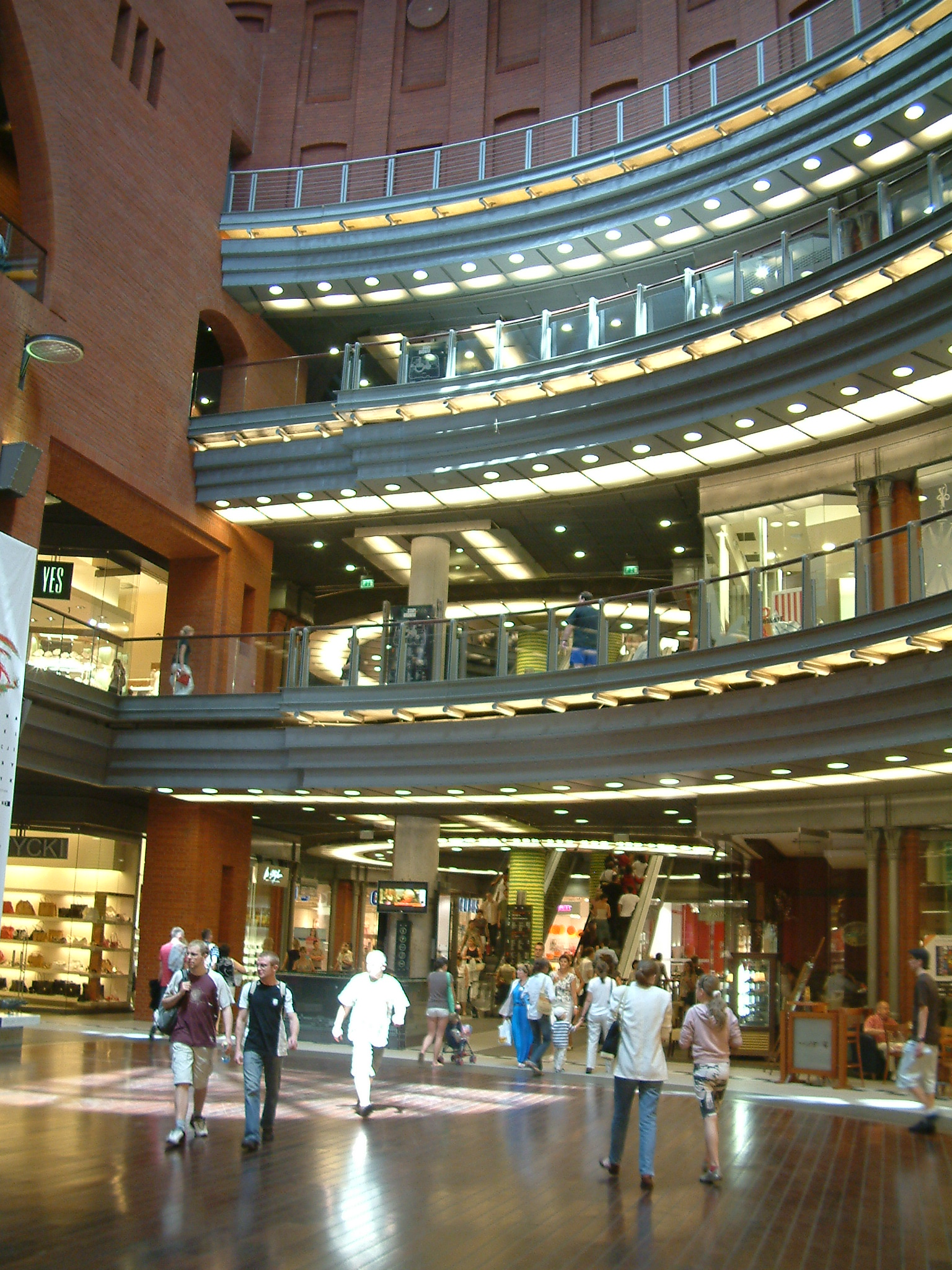
Nội thất Stary Browar

Trung tâm mua sắm, nghệ thuật và kinh doanh "Stary Browar" là một trung tâm thương mại và nghệ thuật, được xây dựng vào tháng 11 năm 2003, nằm ở trung tâm Poznań, Ba Lan tại 42 Półwiejska Street. Trung tâm là sự kết hợp của không gian bán lẻ và phòng trưng bày nghệ thuật. Trung tâm mua sắm liền kề với khu phức hợp văn phòng cao cấp hạng A. Tổng diện tích của trung tâm là khoảng 130 000 mét vuông. Nhà máy bia cũ là nơi có khoảng 210 cửa hàng và nhà hàng. Tòa nhà được thiết kế trên cơ sở của một nhà máy lịch sử - Nhà máy bia Huggerów trước đây - của Studio ADS. Nhà đầu tư là Fortis, một công ty thuộc sở hữu của Grazyna Kulchot. Từ năm 2015, nó thuộc về Deutsche Asset & Wealth Management, tên hiện tại là Deutsche Asset Management. Kiểu trang trí được thiết kế bởi nhà thiết kế sân khấu Ryszard Kaja. Đây là nơi đáng chú ý để bảo tồn kiến trúc và phong cách ban đầu.

## Lịch sử
Những nỗ lực của Grażyna Kulchot để xây dựng Bảo tàng Nghệ thuật Đương đại và Nghệ thuật Biểu diễn tại Stary Browar đã bị từ chối.

## Giải thưởng
- 2003 - Bút chì vàng trong kiến trúc được trao tặng bởi Radio Merkury và Voice of Wielkopolska.
- Hội đồng quốc tế Trung tâm mua sắm Trung tâm mua sắm tốt nhất trên thế giới trong danh mục tòa nhà thương mại cỡ trung bình. Giải thưởng được trao vào ngày 9 tháng 12 năm 2005 trong một buổi gala tại Phoenix ở Arizona.[6]
- Hội đồng Trung tâm mua sắm quốc tế trao giải cho trung tâm mua sắm tốt nhất châu Âu trong hạng mục tòa nhà thương mại cỡ trung bình.

## Mở rộng nhà máy bia cũ
Cánh mới của Nhà máy bia cũ, kích thước tương tự như phần đã tồn tại được mở ngày 11 tháng 3 năm 2007. Cánh mới có sáu tầng trong đó có ba tầng ngầm. Một bãi đậu xe có sức chứa 1200 chiếc xe đã được xây dựng dưới tòa nhà. Khoảng sân giữa hai phần của Nhà máy bia cũ đã được bao quanh, do đó cũng được sử dụng vào mùa đông.

## Tranh cãi
Vào tháng 3 năm 2008, tòa án quận đã phát hiện Thị trưởng Poznań Ryszard Grobelny đã làm ngân sách thành phố bị thiệt hại 7 triệu PLN  do việc bán tài sản Nhà máy bia cũ. Theo Văn phòng Công tố viên, khu vực này trị giá hơn 13 triệu PLN. Các quan chức thuộc về Tổng thống đã bán thửa đất để làm công viên mà không đăng ký làm nơi phát triển trung tâm mua sắm. Một bản án đã được Tòa án cấp phúc thẩm từ bỏ vào ngày 27 tháng 11 năm 2008  Tadeusz Dziuba, thống đốc Wielkopolska, lập luận rằng cánh mới của Nhà máy bia cũ được xây dựng là vi phạm hợp đồng. 

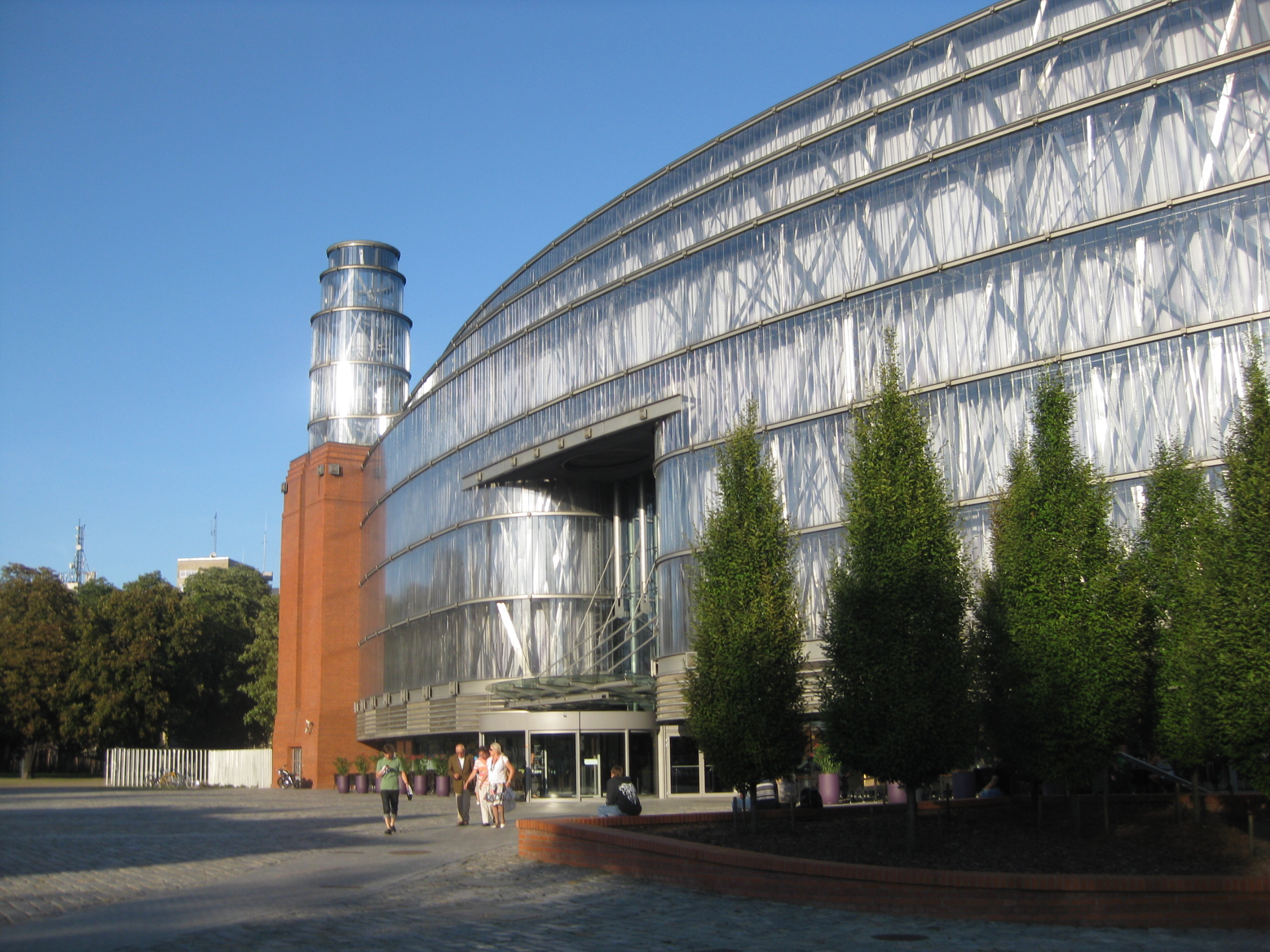
Cánh mới của Stary Browar
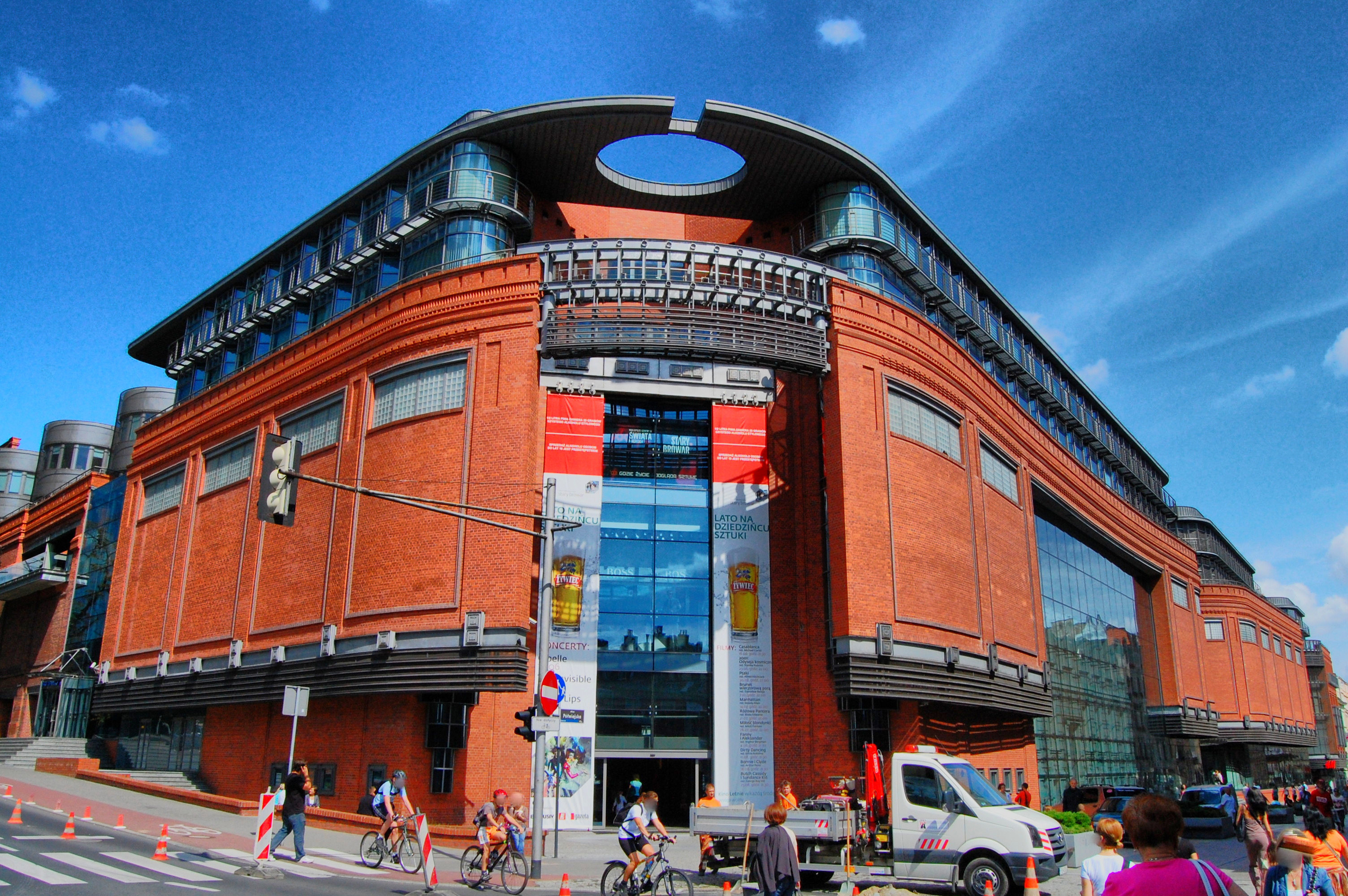
Lối vào chính của Stary Browar
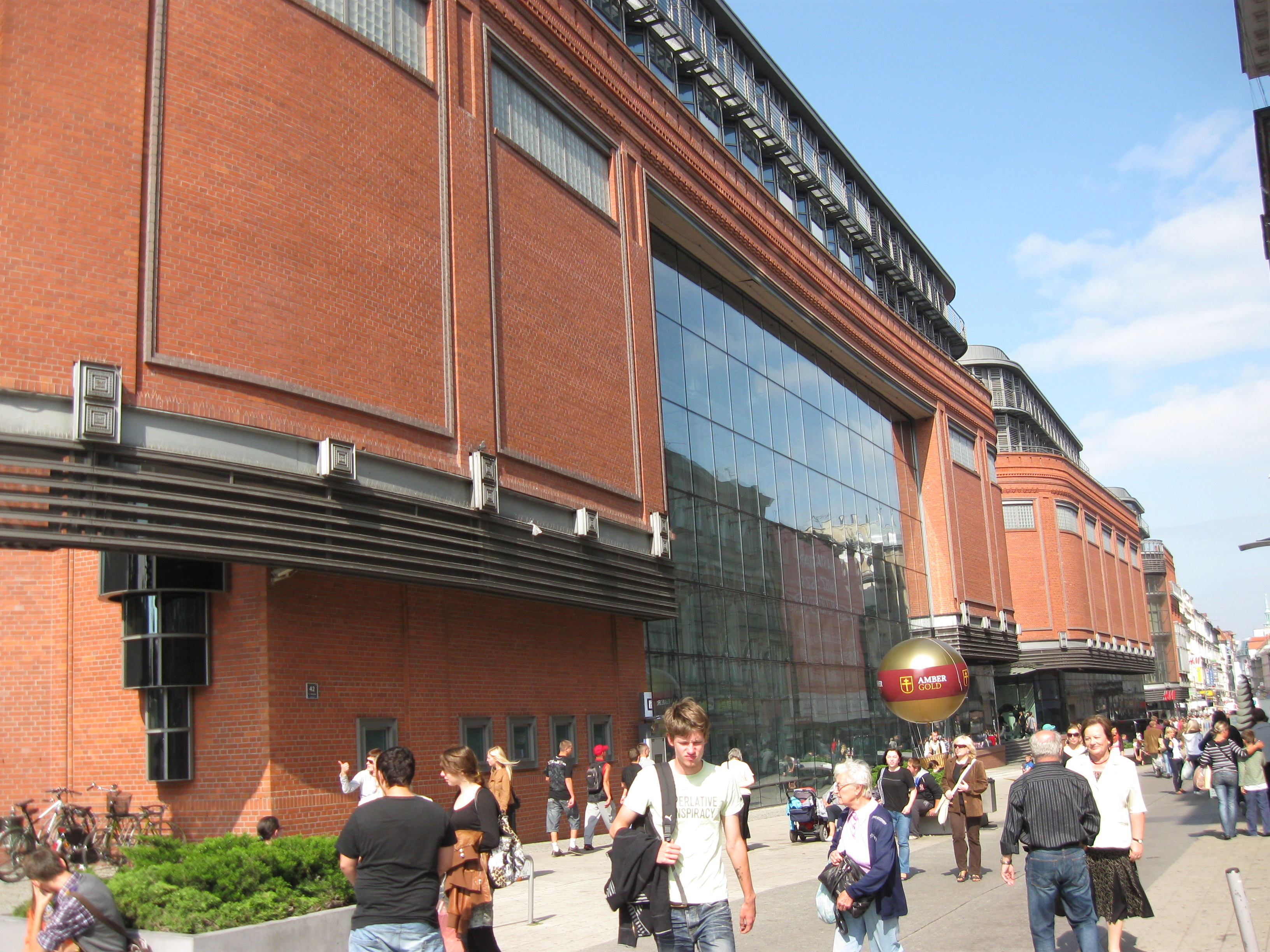
Stary Browar nhìn từ phố Półwiejska
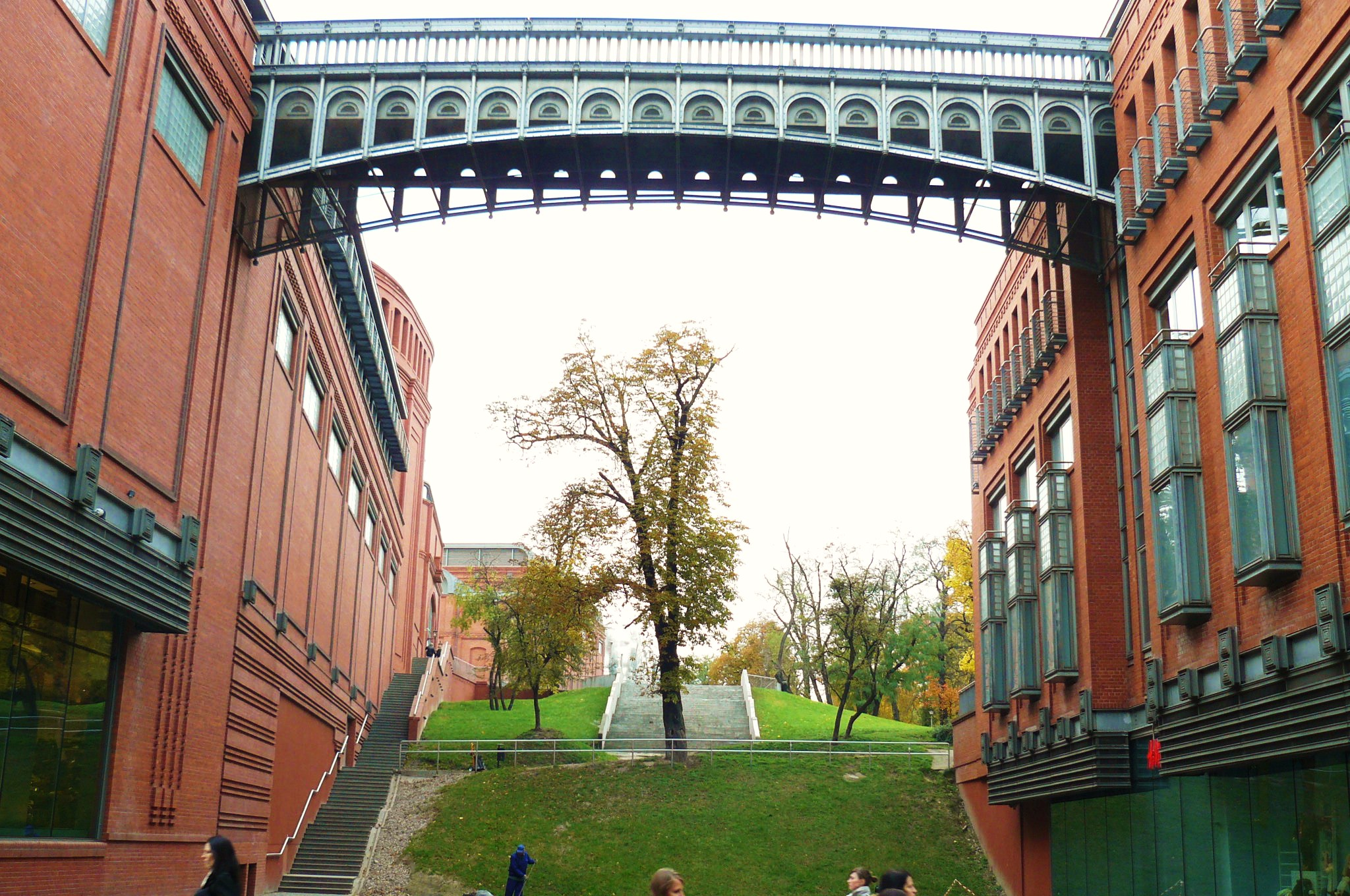
Công viên Dąbrowski gần Stary Browar
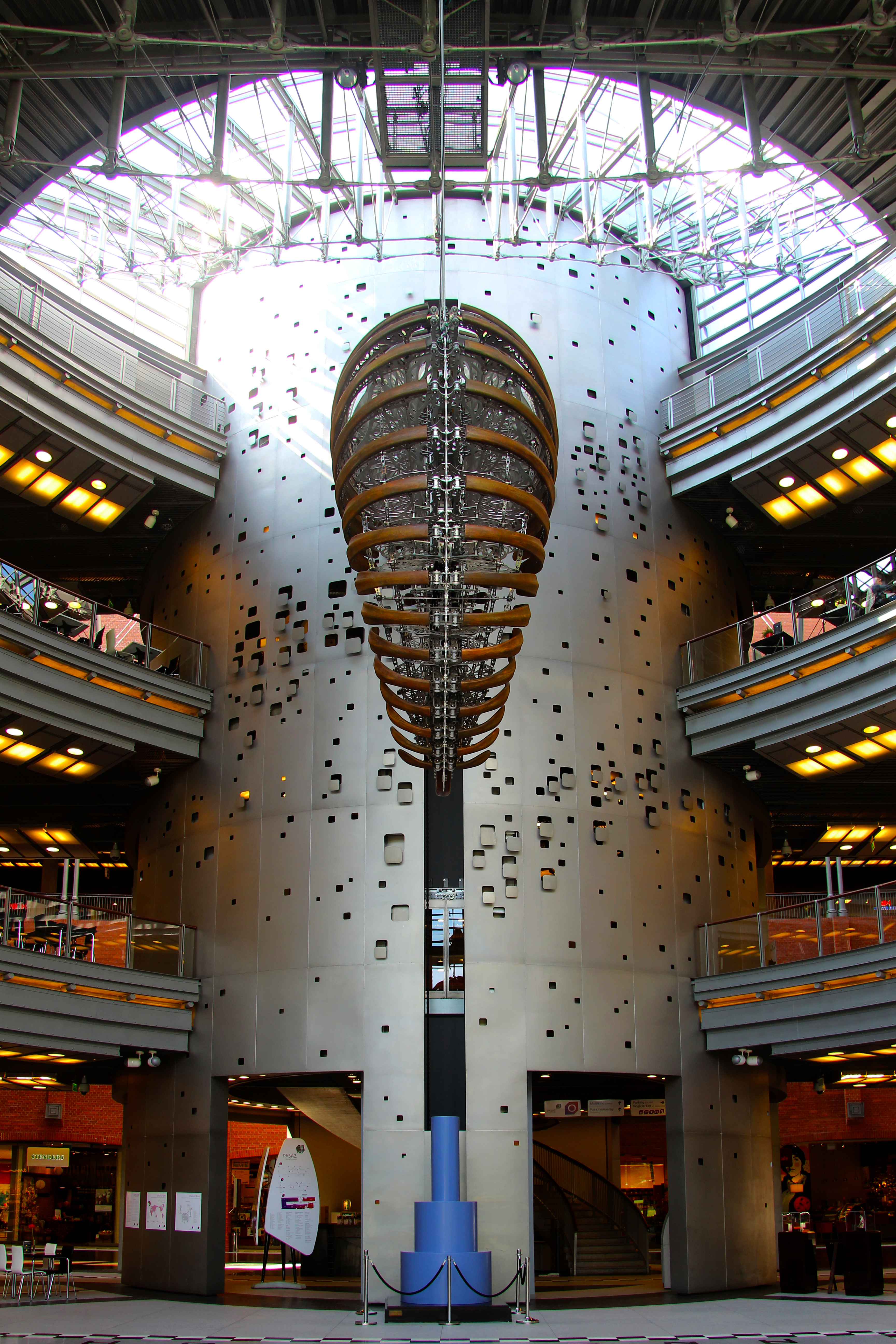
Nội thất của Stary Browar
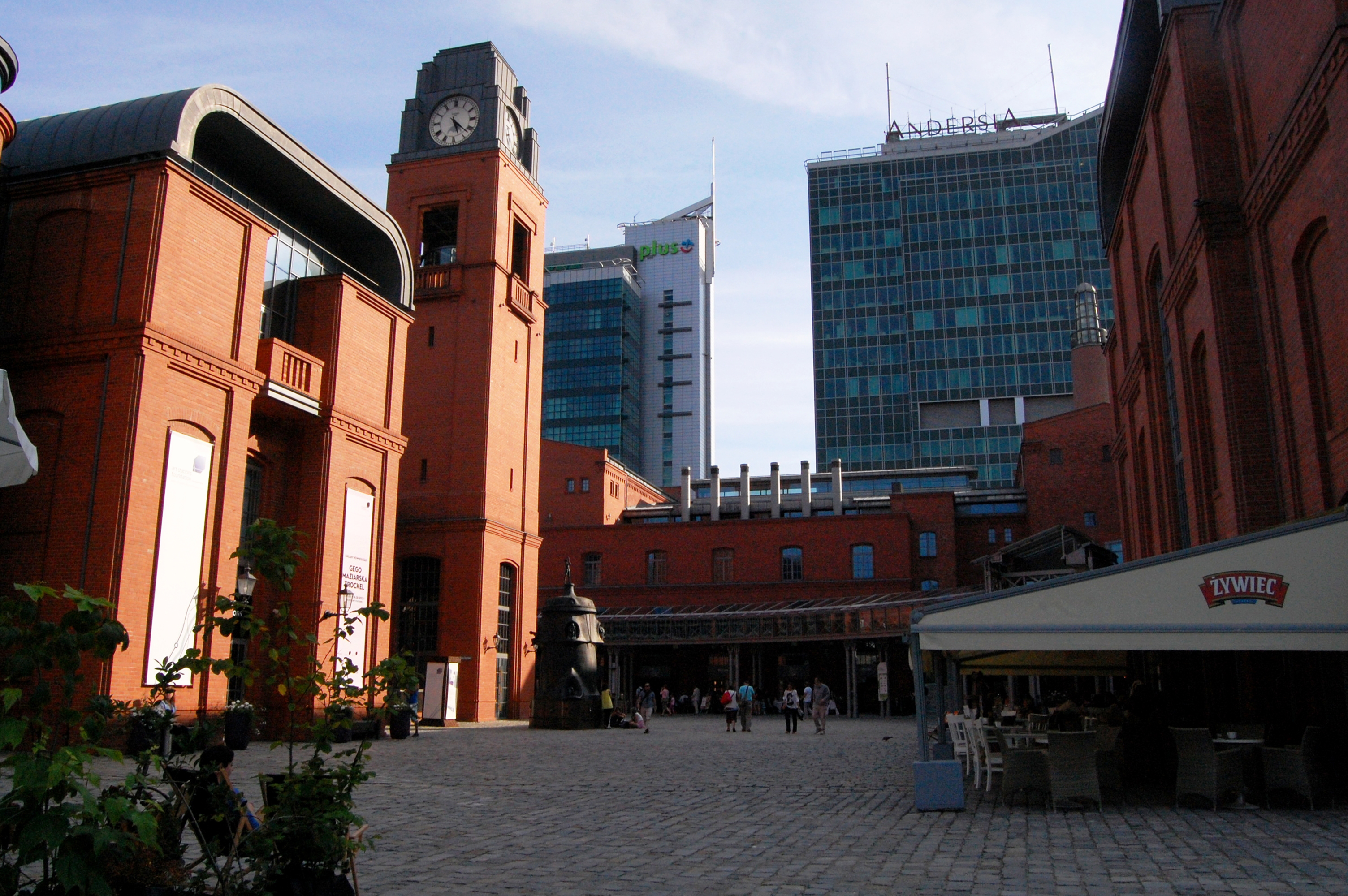
Tháp đồng hồ Stary Browar
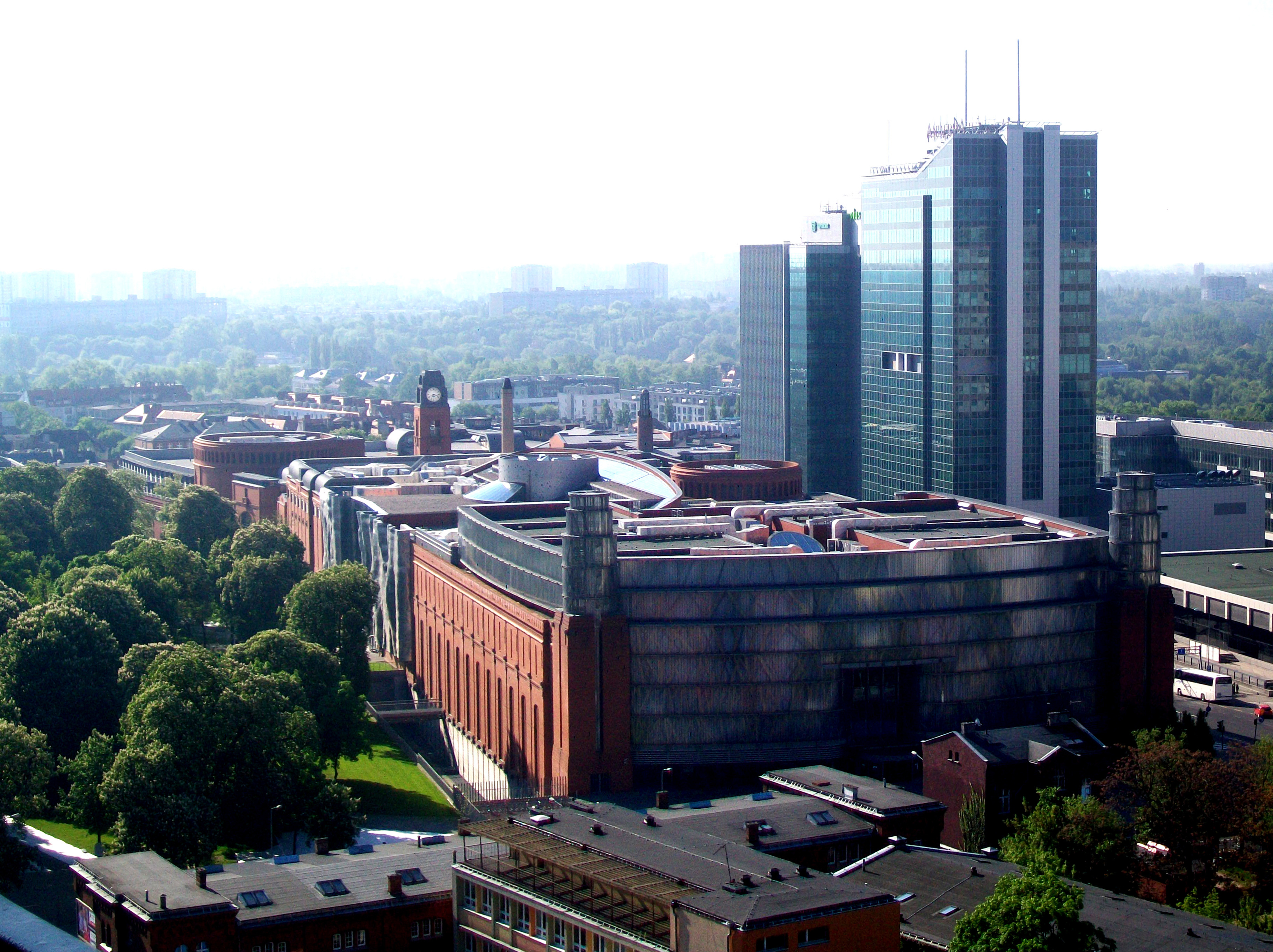
Quang cảnh Stary Browar nhìn từ tầng 13 của Collegium Altum thuộc Đại học Kinh tế
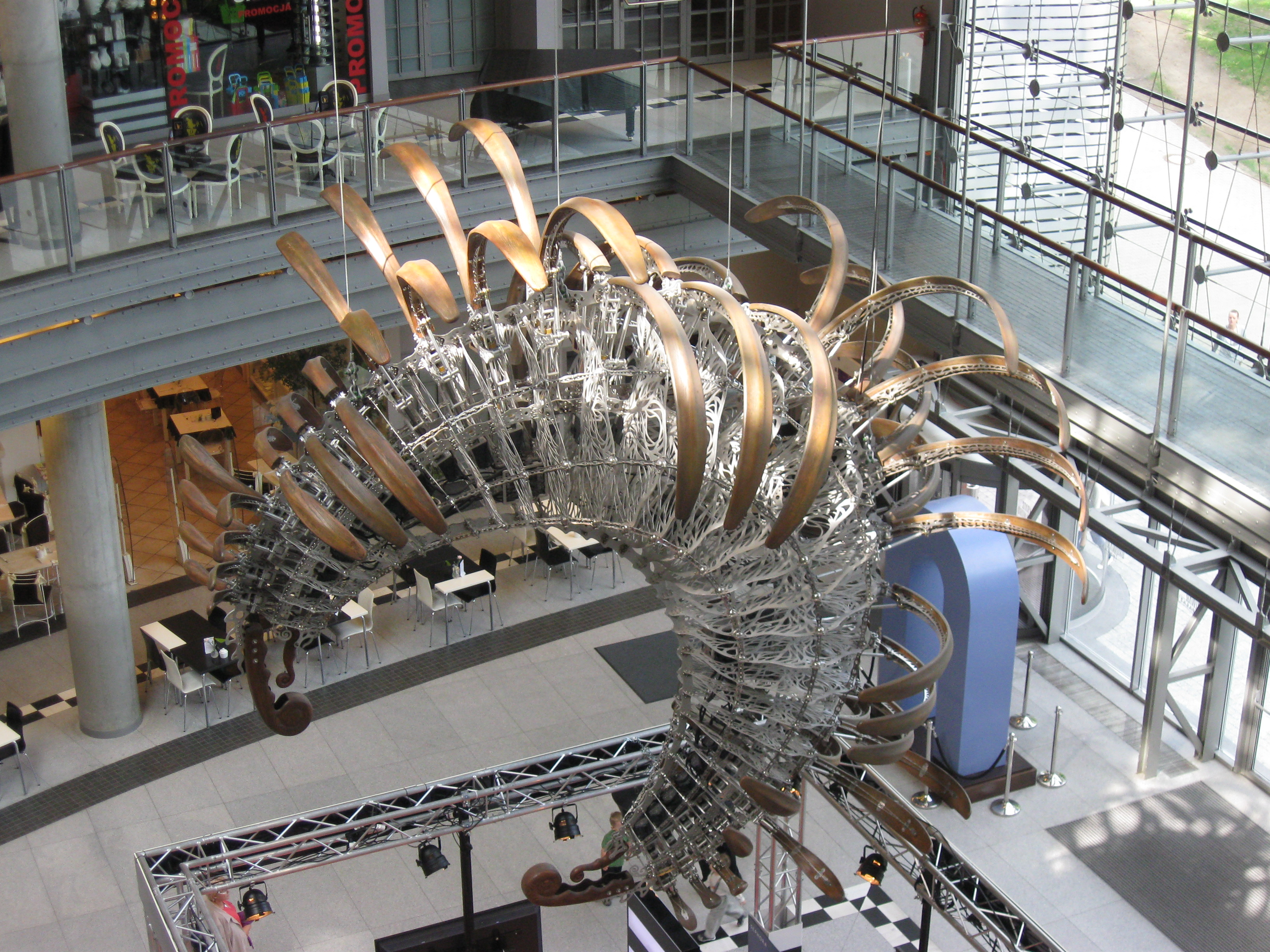
Nội thất Stary Browar